# Sula (Noruega)
Sula és un municipi situat al comtat de Møre og Romsdal, Noruega. Té 8.952 habitants (2016) i té una superfície de 58,72 km². El centre administratiu del municipi és el poble de Langevåg.